# Fórum a Demokráciáért
A Fórum a Demokráciáért (hollandul: Forum voor Democratie, röviden: FvD) egy jobboldali konzervatív, euroszkeptikus, nacionalista, populista politikai párt Hollandiában. Számos médium szélsőjobboldalinak tartja a pártot. 2016-ban egyesületként alapította Thierry Baudet, aki jelenleg is a párt elnöke. A tömörülés először a 2017-es általános választáson indult, amin két mandátumot nyert a 150 fős Képviselőházban. A 2019-es tartományi választásokon viszont az első helyre került, 86 helyet szerezve a lehetséges 570-ből.

## Története

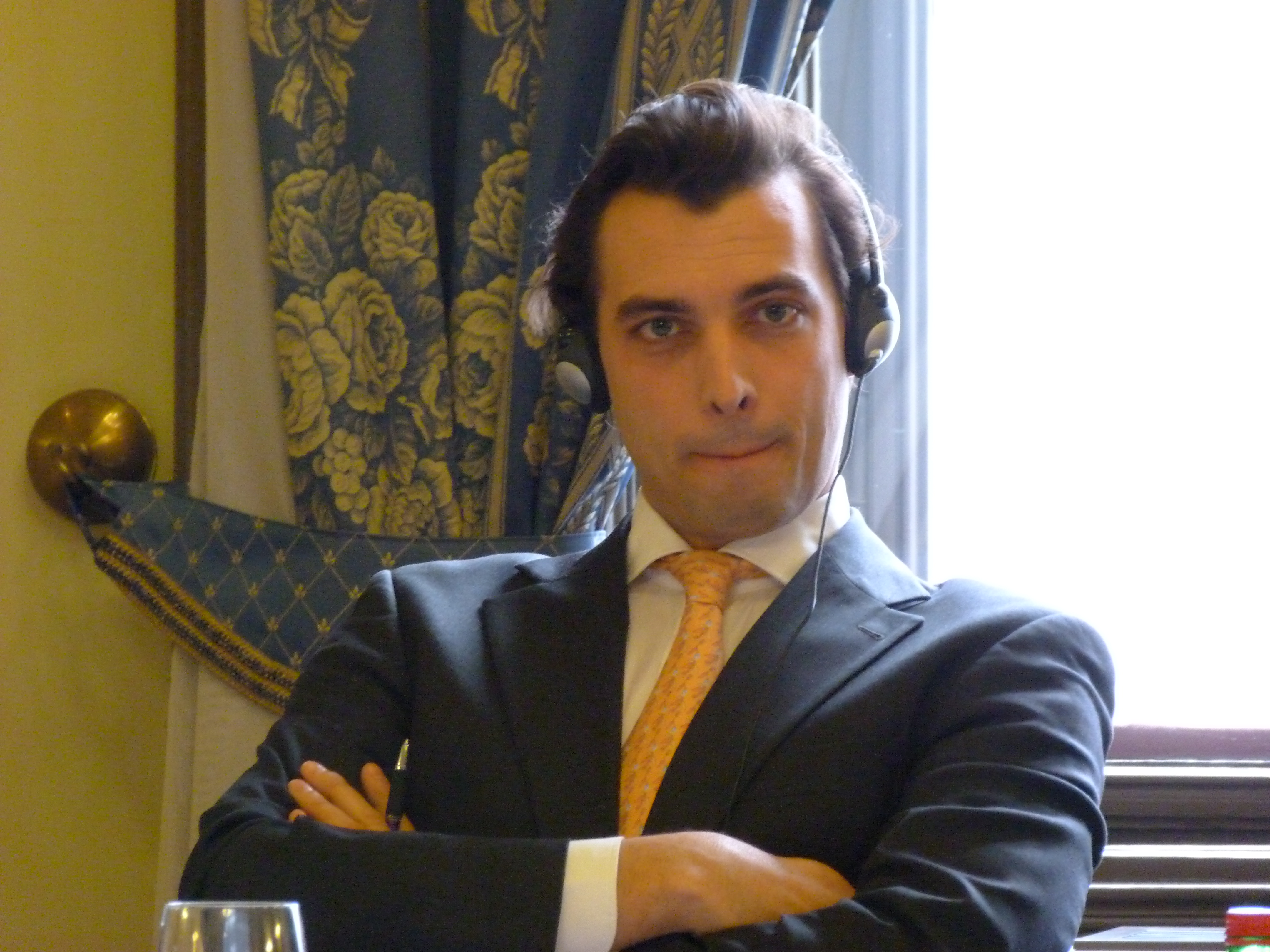
Thierry Baudet pártelnök

A Fórum a Demokráciáért egyesület 2016-ban alakult meg, az év április 4-én tartott Európai Unió–Ukrajna társulási népszavazás előtt kampányolni kezdett, a "nem" szavazatot támogatva. A kampány sikeres volt, hiszen az érvényes szavazatok 61%-a elutasította a megállapodást. 2016. szeptember 22-én politikai párttá alakult, és bejelentette szándékát a 2017-es általános választásokon való részvételre. Az FvD a voksoláson sereghajtóként végzett, a szavazatok 1,8% -ával 2 mandátumot nyert a Képviselőházban. Az FvD parlamenti jelölteinek nem volt korábban aktív tapasztalata a politikában.
2018 februárjában belső problémák miatt számos tag távozott a pártból, mert úgy érezték, hogy a pártból eleve hiányzik a demokrácia. A 2018-as önkormányzati választásokon az FvD 3 helyet nyert az amszterdami városi tanácsban.
A párt népszerűsége ezután mérsékelten emelkedni kezdett. 2019. március 18-án, nem sokkal a helyi tartományi választások előtt terrortámadás történt Utrechtben, melyben három fő vesztette életét. A bevándorlásellenes retorikát folytató párt népszerűsége ennek köszönhetően nyomban felugrott, és március 20-án az FvD 86 mandátumot szerzett a 12 tartományi parlament összesen 570 helyéből. A párt Dél-Holland, Észak-Holland és Flevoland tartományokban érte el a legjobb eredményt.
Az FvD népszerűsége ezután némileg visszaesett, a kormányzó Néppárt a Szabadságért és Demokráciáért (VVD) ismét a legerősebb lett.
2020. november 23-án bejelentették, hogy nem Thierry Baudet lesz a párt listavezetője a 2021-es választáson, és a párt éléről is távozik a választás után. Ennek oka, hogy a párt ifjúsági tagozatában antiszemita vádak merültek fel a tagozat elnöke és más résztvevők ellen, melyek megosztottságot generáltak a párton belül.

## Ideológia
Az FvD nemzeti konzervatív párt, emellett támogatja a gazdasági liberalizmust. A párt támogatja az öröklési adó eltörlését, valamint az adócsoportok radikális egyszerűsítését. Az alap- és középfokú oktatás drasztikus változásainak támogatója, a tanárok teljesítményértékelésére összpontosítva. Bővíteni akarják a fegyveres erőket, kibővítenék a holland hadsereget és visszatérnek a védelmi költségvetés csökkentésére.
A párt ellenzi az Európai Uniót, és népszavazást kezdeményezne a holland EU-kilépésről (Nexit). A bevándorlás terén nacionalista nézőpontot képvisel: ellenzik a multikulturalizmust, az ellenőrizetlen bevándorlást (akárcsak a PVV és a VVD), és támogatják a határellenőrzés visszaállítását. Geert Wilders szintén szélsőjobboldali Szabadságpártjától (PVV) annyiban különbözik, hogy míg utóbbi teljesen elutasítja az iszlám vallást, az FvD nem.
A 2022-es Ukrajna elleni orosz invázió idején a párt deklaráltan kiállt Oroszország és Vlagyimir Putyin álláspontja, illetve a háború jogszerűsége mellett.

### Kritika
A pártot megalakulása óta sokan kritizálják szélsőséges nézetei miatt, főleg, hogy a vezető, Thierry Baudet több, nyíltan rasszista aktivistát is támogat. Negatív véleményt fogalmazott meg róla a Szocialista Párt (SP), valamint Mark Rutte is: a miniszterelnök a De Telegraaf hasábjain bírálta Baudet Európai Unióval kapcsolatos nézeteit, és beszélt az euroszkepticizmus veszélyeiről. Rutte véleménye szerint Baudet veszélyes lehet a holland jogállamiságra, negatív példaként említette Magyarországot és a Brexitet. Az FvD tagadja a klímaváltozást is.
2020 áprilisában felmerült a gyanú, hogy a pártot orosz üzletemberek pénzelhetik, bár Baudet ezt tagadta.

### Pártszakadás
2020-ban, a Covid19-pandémia idején az FvD számos olyan aktivistát támogatott, akik tagadták a járvány súlyosságát, illetve különböző összeesküvés-elméleteket terjesztettek. 2020 decemberében pedig kiszivárogtak a párt ifjúsági tagozatának WhatsApp-beszélgetései, ahol többen rasszista, antiszemita, holokauszttagadó, Adolf Hitlert éltető és vírustagadó megnyilvánulásokat tettek. Emiatt a párt sokat veszített korábbi magas népszerűségéből.
A kialakuló botrány miatt Baudet pártelnök lemondott, valamint pártszakadás történt: 33 tartományi képviselő, 10 szenátusi képviselő, valamint az összes EP-képviselő kilépett az FvD-ből, és létrehoztak egy mérsékeltebb jobboldali pártot, a JA21-et. Thierry Baudet-et azonban később újraválasztották pártelnöknek.

## Magyar vonatkozások
Thierry Baudet nagy támogatója Orbán Viktor magyar miniszterelnöknek, több alkalommal is elismerően nyilatkozott politikai tevékenységéről.

## Választási eredmények

### Staten-Generaal(parlament)
| Év   | Képviselőház | Képviselőház | Képviselőház | Képviselőház | Státusz  |
| Év   | Szavazat     | %            | Mandátumok   | +/–          | Státusz  |
| ---- | ------------ | ------------ | ------------ | ------------ | -------- |
| 2017 | 187,163      | 1,8 (#13)    | 2 / 150      | Új párt      | Ellenzék |
| 2021 | 521,102      | 5.0 (#8)     | 8 / 150      | 6            | Ellenzék |
| 2023 | 232,963      | 2.23 (#11)   | 3 / 150      | 5            | Ellenzék |
| Év   | Szenátus     | Szenátus     | Szenátus     | Szenátus     | Státusz  |
| Év   | Szavazat     | %            | Mandátumok   | +/–          | Státusz  |
| 2019 | 27,473       | 15,87        | 12 / 75      | Új párt      | Ellenzék |
| 2023 | 4,866        | 2,72         | 2 / 75       | 10           | Ellenzék |

### Önkormányzat
| Év   | Önkormányzat | Szavazatok | %    | Mandátumok | +/-     |
| ---- | ------------ | ---------- | ---- | ---------- | ------- |
| 2018 | Amszterdam   | 20,015     | 5,77 | 3 / 45     | Új párt |

### Tartományok
| Év   | Mind a 12 tartomány | Mind a 12 tartomány | Mind a 12 tartomány | Mind a 12 tartomány |
| Év   | Szavazat            | %                   | Mandátumok          | +/–                 |
| ---- | ------------------- | ------------------- | ------------------- | ------------------- |
| 2019 | 1,057,029           | 14.53 (#1)          | 86 / 570            | Új párt             |
| 2023 | 237,899             | 3.07 (#12)          | 15 / 570            | 71                  |

### Európai Parlament
| Év   | Szavazat | %          | Mandátumok | +/– | Jegyzetek |
| ---- | -------- | ---------- | ---------- | --- | --------- |
| 2019 | 602,507  | 10.96 (#4) | 3 / 26     | 3   | [ 35 ]    |
| 2024 | 155,187  | 2.49 (#12) | 0 / 31     | 3   |           |

## Fordítás
- Ez a szócikk részben vagy egészben  a   Forum voor Democratie című holland Wikipédia-szócikk ezen változatának fordításán alapul.  Az eredeti cikk szerkesztőit annak laptörténete sorolja fel. Ez a jelzés csupán a megfogalmazás eredetét és a szerzői jogokat jelzi, nem szolgál a cikkben szereplő információk forrásmegjelöléseként.